# Nicolas Eugène Trouvé
Pour les articles homonymes, voir Trouvé.

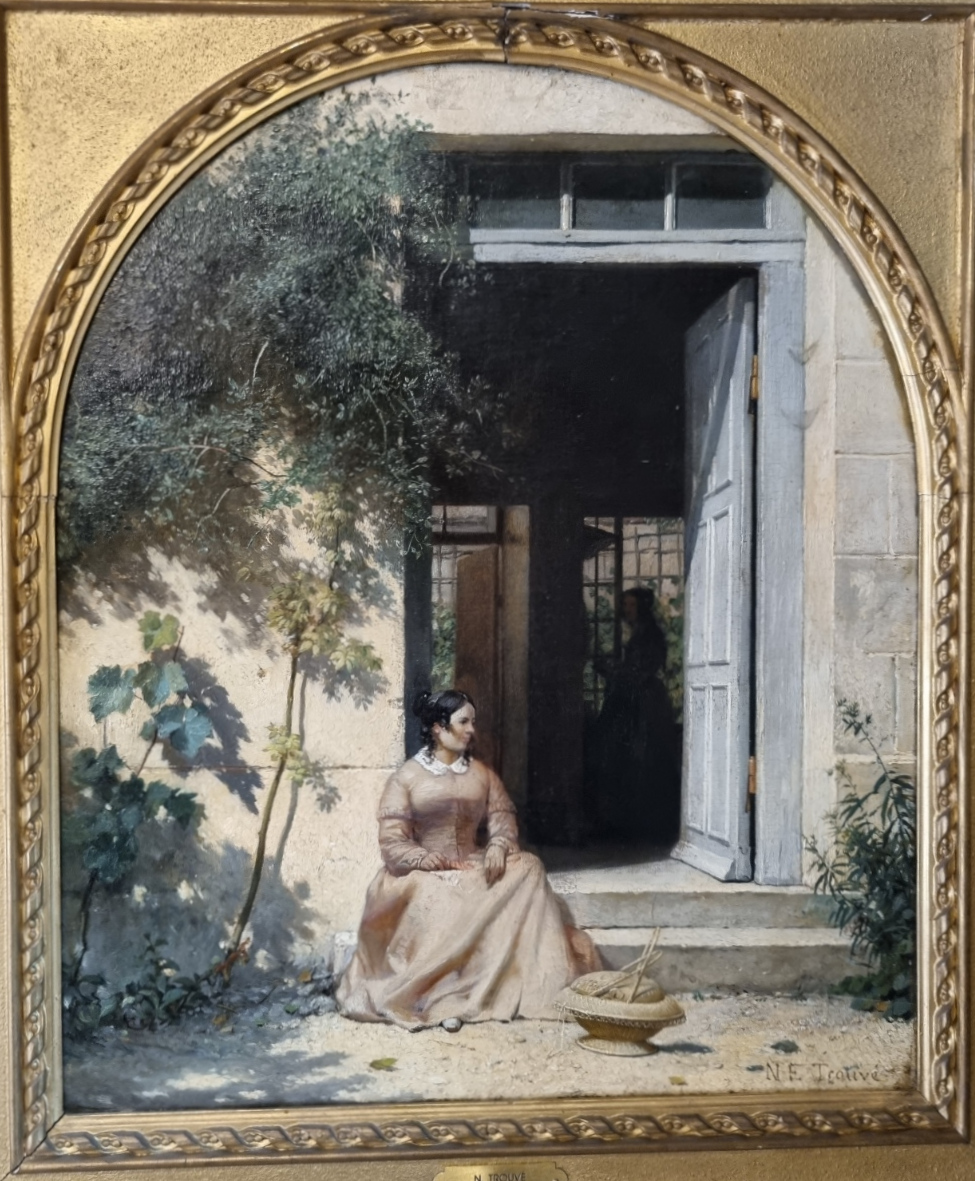
Femme assise sur le seuil d'une porte, peint par Nicolas Eugène Trouvé

Nicolas Eugène Trouvé, né le 18 avril 1808 à Paris où il est mort le 28 janvier 1881, est un peintre français.

## Biographie
Nicolas Eugène Trouvé est le fils de Claude Gabriel Trouvé (1768-1847) et de Marie Louise Grenet (1769-1857). Sa sœur ainée Jeanne Arsène Trouvé est également artiste peintre.
Élève de Jean-Victor Bertin et de François Édouard Picot, il expose au Salon de 1829 à 1875.
En 1834, il épouse Marie Antoinette Victorine Dargentolles.
Il meurt à son domicile de la rue Vital, à l'âge de 72 ans. Il est inhumé au cimetière de Passy.

## Œuvres exposées aux Salons parisiens
(sauf mention)
- Un paysage. Souvenir d’après nature, au Salon de 1829 (Douai)
- Un antiquaire, aquarelle, au Salon de 1831 (Douai)
- Un paysage d'après nature, au Salon de 1831 (Douai)
- La maison du savetier (Normandie), au Salon de 1834
- La marchande de légumes, au Salon de 1834, aquarelle
- Un marchand de poissons, au Salon de 1836
- Un dernier jour d'automne, au Salon de 1837
- Une matinée de printemps, au Salon de 1837
- L'échoppe du savetier, au Salon de 1838
- Paysage ; on y voit des marchands forains, au Salon de 1838
- Un marchand de volailles, au Salon de 1838 (Arras)
- Un fumeur, au Salon de 1839
- Vue de la petite plaine située entre Passy et Auteuil, au Salon de 1842
- Habitation d'un menuisier, près un village, à quelques lieues de Chartres, au Salon de 1843
- Dessin à la plume, au Salon de 1845 (Boulogne-sur-Mer)
- Paysage ; vue prise au bois de Boulogne, près du Ranelagh (effet de printemps), au Salon de 1845
- La maison du barbier ; paysage, souvenir de Normandie, au Salon de 1846
- La maison du maréchal-ferrant, au Salon de 1847
- Un amateur de curiosités, au Salon de 1847 (Boulogne-sur-Mer)
- Vue de l’abbaye de St-Denis, au Salon de 1847 (Boulogne-sur-Mer)
- Des bûcherons prennent leur repas auprès d'un tronc de chêne : paysage, au Salon de 1848
- La fenêtre de ma cuisine, au Salon de 1848
- Moulin à eau en Normandie ; paysage, au Salon de 1848
- Vue d'une partie de la galerie Française, au Louvre, au Salon de 1848
- Vue du pont de Neuilly ; effet de brouillard ; paysage, au Salon de 1848
- Jeune fille dessinant dans un atelier de peintre, au Salon de 1849
- Un charlatan opère à l’entrée d’un village, environs de Limours, au Salon de 1849
- Une femme assise dans une salle basse regarde par la porte ouverte, tout en se livrant aux soins de son ménage, au Salon de 1849
- Femme assise devant une porte, au Salon de 1850
- Intérieur d'une cour, au Salon de 1850
- Souvenir de Fontainebleau, au Salon de 1850
- Une femme, assise au soleil, se livre à la lecture, au Salon de 1850
- Fleurs et nature morte, au Salon de 1852
- Une maison de campagne, au Salon de 1852
- Souvenir des environs de Boulogne-sur-Mer, au Salon de 1852
- Une maison de campagne, au Salon de 1855
- Vue prise à Passy, dans la propriété de M., au Salon de 1855
- Paysage, effet du matin ; le rendez-vous, époque de Louis XIII, au Salon de 1857
- Paysage, le matin au printemps. Jeune femme lisant un billet (époque de Louis XIII), au Salon de 1857
- Au printemps, au Salon de 1859
- Falaises ; souvenir des environs d’Etretat, au Salon de 1861
- Les bords de la Seine à Chatou, au Salon de 1864
- Un poulailler ; paysage, au Salon de 1864
- Une ferme, au Salon de 1865
- Une ruelle de village, au Salon de 1865
- Paysans dansant au bord d’un bois ; paysage, au Salon de 1866
- Fillettes ramassant du bois, au Salon de 1867
- Un gars braconnant sous une futaie, au Salon de 1867
- Le pas de la porte, au Salon de 1868
- La ballade ; paysage, au Salon de 1869
- Fleurs et fruits, au Salon de 1870
- Paysage, au Salon de 1870
- Fruits, au Salon de 1872
- Capucines, au Salon de 1874
- Le coin d’un grenier, au Salon de 1874
- Une mare, au Salon de 1874
- Fleurs et fruits, au Salon de 1875
- Paysage, au Salon de 1875
- Pêches et melon, au Salon de 1875